# Pointe de la Sana
La pointe de la Sana est un sommet individualisé du massif de la Vanoise situé dans le département français de la Savoie.

## Géographie
Le glacier de la Sana s'est très fortement réduit en raison du réchauffement climatique[réf. nécessaire] et un lac s'est créé.

## Ascension
Il peut être atteint depuis le refuge de la Femma (altitude 2 352 m), en quatre heures de montée (1 080 mètres de dénivelé), ou via le col des Barmes de l'Ours (1 584 mètres de dénivelé) au départ du Manchet à Val d'Isère.
Le ski de randonnée peut être pratiqué au printemps (niveau de la course : F[réf. nécessaire]).

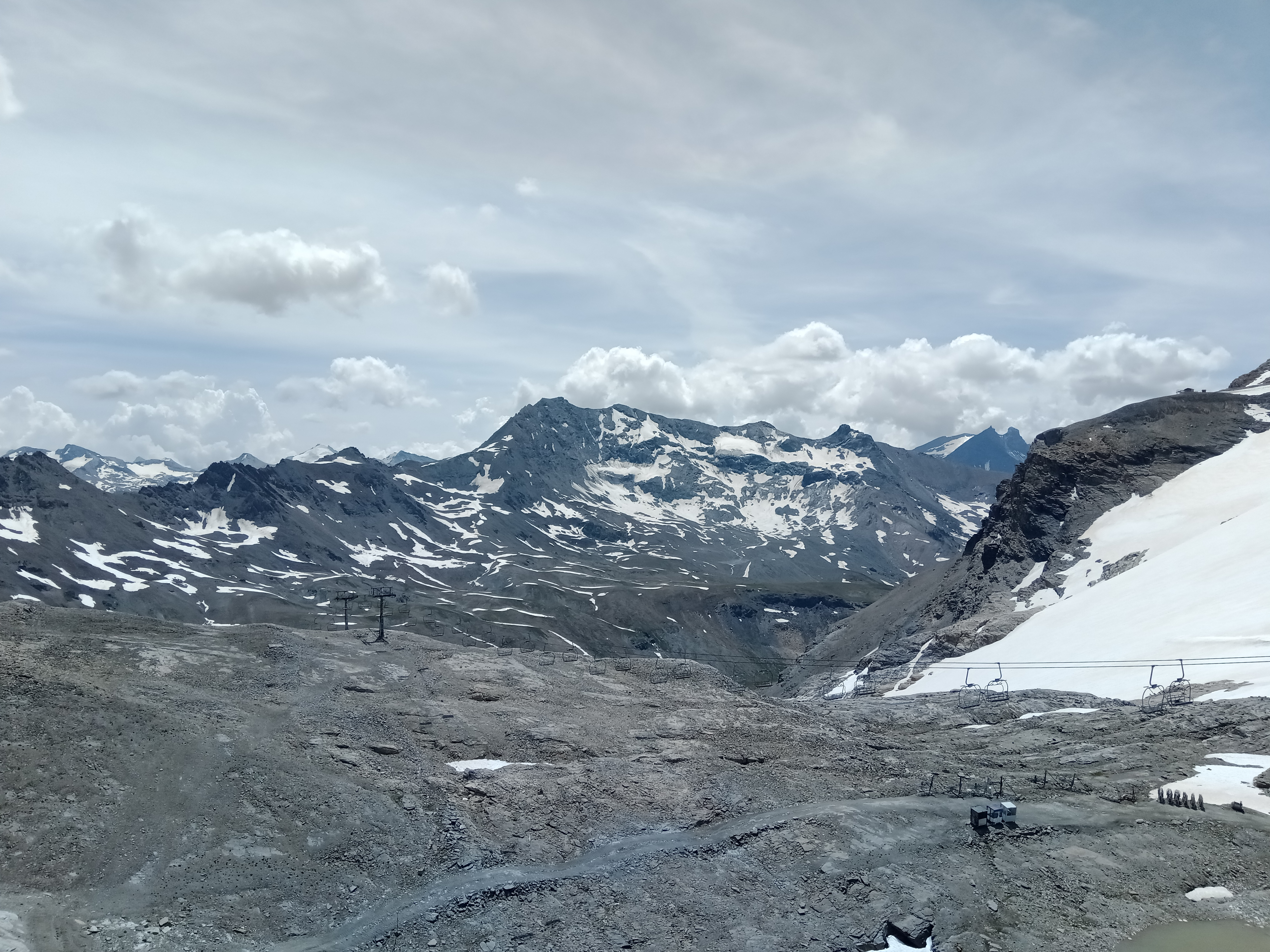
Vue de la pointe de la Sana depuis le glacier de la Grande Motte au nord-ouest.